# Джексонвілл (Північна Кароліна)
Джексонвіль (англ. Jacksonville) — місто (англ. city) в США, адміністративний центр округу Онслов штату Північна Кароліна. Населення — 72 723 особи (2020). Розташоване на захід від міста Вілмінгтон. Навколо міста розташовано кілька великих військових баз армії США, у тому числі Корпус морської піхоти США. Завдяки наявності великої кількості військового персоналу середній вік населення — 22,9 роки. Це наймолодше місто США.

## Географія
Джексонвіль розташований за координатами 34°44′13″ пн. ш. 77°23′34″ зх. д. / 34.73694° пн. ш. 77.39278° зх. д. (34.736866, -77.392666).  За даними Бюро перепису населення США в 2010 році місто мало площу 131,33 км², з яких 120,46 км² — суходіл та 10,87 км² — водойми.

## Демографія
Згідно з переписом 2010 року, у місті мешкало 70 145 осіб у 19 985 домогосподарствах у складі 14 784 родин. Густота населення становила 534 особи/км².  Було 21135 помешкань (161/км²).
Расовий склад населення:
| - 67,7 % — білих - 20,0 % — чорних або афроамериканців - 2,5 % — азіатів - 0,7 % — корінних американців - 0,3 % — вихідців з тихоокеанських островів - 4,1 % — осіб інших рас |

До двох чи більше рас належало 4,7 %. Частка іспаномовних становила 13,0 % від усіх жителів.
За віковим діапазоном населення розподілялося таким чином: 23,4 % — особи молодші 18 років, 71,2 % — особи у віці 18—64 років, 5,4 % — особи у віці 65 років та старші. Медіана віку мешканця становила 22,9 року. На 100 осіб жіночої статі у місті припадало 142,6 чоловіків;  на 100 жінок у віці від 18 років та старших — 157,5 чоловіків також старших 18 років.
Середній дохід на одне домашнє господарство  становив 52 390 доларів США (медіана — 40 918), а середній дохід на одну сім'ю — 58 013 долари (медіана — 44 343). Медіана доходів становила 26 922 долари для чоловіків та 28 270 доларів для жінок. За межею бідності перебувало 14,3 % осіб, у тому числі 20,0 % дітей у віці до 18 років та 10,8 % осіб у віці 65 років та старших.
Цивільне працевлаштоване населення становило 18 845 осіб. Основні галузі зайнятості: освіта, охорона здоров'я та соціальна допомога — 24,8 %, публічна адміністрація — 15,7 %, мистецтво, розваги та відпочинок — 15,2 %.